# Gartenbau im Reich
Gartenbau im Reich (abreviado Gartenbau Reich) fue una revista con ilustraciones y descripciones botánicas que fue editada en Berlín. Se publicaron 3 números desde el año 1941 hasta 1944. Fue precedida por Gartenschonheit. Eine Zeitschrift mit Bildern Für Garten- und Blumenfreund, für Liebhaver und Fachmann y reemplazada por Gart.-Schönheit.